# Marcos Antônio Tavoni
Marcos Antônio Tavoni (ur. 21 kwietnia 1967 w São Carlos) – brazylijski duchowny katolicki, biskup Bom Jesus do Gurguéia od 2014. 

## Życiorys
30 listopada 1996 otrzymał święcenia kapłańskie z rąk kardynała José Freire Falcão. Inkardynowany do archidiecezji Brasília, pracował głównie jako duszpasterz parafialny. Pełnił także funkcje m.in. wikariusza biskupiego dla regionu pw. św. Piotra oraz rektora międzydiecezjalnego seminarium.
15 stycznia 2014 papież Franciszek mianował go biskupem diecezji Bom Jesus do Gurguéia. Sakry udzielił mu 1 marca 2014 metropolita Brasilii - arcybiskup Sérgio da Rocha.